# Federação Internacional de Esportes Eletrônicos
A Federação Internacional de Esportes Eletrônicos (em inglês: International Esports Federation), mais conhecida pelo acrônimo IESF, é uma organização global com sede na Coreia do Sul cuja missão é fazer com que o esporte eletrônico seja reconhecido como um esporte legítimo.

## Missão
A missão da Federação Internacional de Esportes Eletrônicos é promover o esporte eletrônico como esporte real e se tornar um órgão global encarregado de mantê-lo, promovê-lo e apoiá-lo.
Para atingir esses objetivos, o IESF tem se concentrado em quatro projetos principais:
- Aumentar o número de estados membros
- Estabelecer regras e padrões para esportes eletrônicos internacionais
- Formar árbitros através do programa de recursos humanos
- Hospedar campeonatos mundiais internacionais de esportes eletrônicos

A IESF trabalha com órgãos governamentais, organizações esportivas internacionais e desenvolvedores de jogos para atingir seu objetivo de unir o mundo dos esportes eletrônicos sob uma única jurisdição para se tornar um órgão esportivo internacional que faz jus ao seu nome.

## Países-membros
Até agora, existem 123 nações membros no IESF:
| Continente    | Países-membros |
| ------------- | --- |
| África (19)   | África do Sul, Argélia, Burquina Fasso, República Democrática do Congo, Costa do Marfim, Chade, Djibuti, Egito, Gana, Líbia, Mauritânia, Maurício, Marrocos, Namíbia, Níger, Nigéria, Senegal, Somália, Tunísia |
| Américas (19) | Argentina, Bahamas, Brasil, Canadá, Chile, Colômbia, Costa Rica, Equador, Estados Unidos, Guadalupe, Guatemala, Haiti, Honduras, Jamaica, México, Panamá, Peru, República Dominicana, Suriname, Venezuela |
| Ásia (38)     | Afeganistão, Arábia Saudita, Barém, Bangladesh, Brunei, Camboja, Cazaquistão, China, Coreia do Sul, Emirados Árabes Unidos, Filipinas, Hong Kong, Índia, Indonesia, Irã, Iraque, Japão, Jordânia, Kuwait, Quirguistão, Laos, Líbano, Macau, Malásia, Maldivas, Mongólia, Myanmar, Nepal, Paquistão, Palestina, Sri Lanka, Síria, Tajiquistão, Tailândia, Taipé Chinesa, Turquemenistão, Uzbequistão, Vietnã                                                              |
| Europa (45)   | Albânia, Alemanha, Armênia, Áustria, Azerbaijão, Bielorrússia, Bélgica, Bósnia e Herzegovina, Bulgária, Croácia, República Checa, Dinamarca, Eslováquia, Eslovênia, Espanha, Estônia, Finlândia, França, Gales, Geórgia, Grécia, Hungria, Irlanda, Israel, Itália, Kosovo, Letônia, Lituânia, Luxemburgo, Malta, Mónaco, Montenegro, Macedônia do Norte, Noruega, Países Baixos, Polônia, Portugal, Romênia, Rússia, San Marino, Sérvia, Suécia, Suíça, Turquia, Ucrânia |
| Oceania (2)   | Austrália, Nova Zelândia |

## História
A Federação Internacional de Esportes Eletrônicos foi fundada em 8 de agosto de 2008 por nove associações de esportes eletrônicos da Dinamarca, Coreia do Sul, Alemanha, Áustria, Bélgica, Holanda, Suíça, Vietnã e Taiwan, e realizou sua primeira reunião geral em novembro do mesmo ano.
Um ano depois, em 12 de dezembro, o IESF foi capaz de sediar seus próprios torneios internacionais, começando com o Desafio IESF em 2009, seguido por Grandes Finais da IESF em 2010 e o Campeonato Mundial da IESF em 2011 e em diante.
2012 foi um grande avanço para os esportes eletrônicos e a IESF, já que o Campeonato Mundial da IESF de 2012 apresentou um torneio de esporte eletrônico para mulheres pela primeira vez.
Em 7 de julho de 2013, a IESF foi selecionada como contrapartida para a disciplina de esportes eletrônicos do quarto Jogos Asiáticos de Artes Marciais e Recinto Coberto. Este foi um grande avanço para os esportes eletrônicos e para a IESF, já que a filial foi introduzida em um evento olímpico pela primeira vez.
Em maio de 2013, a IESF foi aprovada como signatário oficial da Agência Mundial Antidoping no ramo de e-Sports.
Em julho de 2013, a IESF apresentou um pedido de adesão ao Sport Accord e espera-se que seja aprovado como membro temporário em abril de 2014.
Em novembro de 2013, a IESF teve um lançamento bem-sucedido de seus eventos no exterior, já que o Campeonato Mundial de 2013 e a Reunião Geral de 2013 foram realizados na cidade de Bucareste, Romênia, naquela que foi a primeira vez que um evento da IESF foi realizado fora da Coreia do Sul.
Em maio de 2014, a IESF foi aprovada como membro da TAFISA. A IESF foi representada no TAFISA World Games for All de 2016, realizado em Jacarta.
Em 2014, a IESF restringiu a participação de jogadoras no torneio de Hearthstone, como parte da divisão do torneio do Campeonato Mundial em seções masculinas e femininas. A IESF posteriormente revisou a política, unindo a seção em torneios abertos para todos, mantendo torneios somente femininos com prêmios menores.
No Campeonato Mundial de 2015, um painel de esportes eletrônicos foi realizado com convidados da sociedade esportiva internacional para discutir o futuro reconhecimento dos esportes eletrônicos como uma atividade esportiva legítima e reconhecida em todo o mundo.
As quatro federações que estão recentemente representadas na IESF são a Federação Colombiana de Desportos Eletrônicos (FEDECOLDE), a Federação de Ciberesportes do Cazaquistão (QCF), a Federação Turca de Esportes Eletrônicos (TESFED) e a Federação Ucraniana de Esportes Eletrônicos (UESF).
A adição de mais quatro países eleva a contagem total de países membros do IESF para 60, com seis continentes representados. A Ásia e a Europa representam a maior parte dos números com 24 e 22 respectivamente, com a chegada de Macau em 2016 marcando a última vez que um novo membro se juntou até agora.
Em julho de 2016, Macau tornou-se o 56º país membro da IESF.
A IESF votou para aceitar a Federação de Esportes Eletrônicos dos Estados Unidos (USeF) como membro pleno. A decisão, tomada na Reunião Geral da IESF em Kaohsiung, em Taiwan, significa que a USeF é o órgão nacional oficial e reconhecido de esportes eletrônicos nos EUA.
O esporte eletrônico está definido para se expandir em todo o Oriente Médio com a organização sem fins lucrativos coreana Federação Internacional de Esportes Eletrônicos (IESF) anunciando recentemente planos para entrar na região. A IESF assinou um memorando de entendimento (MoU) com o Motivate Media Group dos Emirados Árabes Unidos, empresa controladora da Gulf Business, para expansão regional. Atualmente, a categoria de esportes eletrônicos tem mais de 300 milhões de jogadores apenas no Oriente Médio.

### Campeonato Mundial de Esportes Eletrônicos
Até agora, a IESF realizou quatorze Campeonatos Mundiais de Esportes Eletrônicos:
| Ano  | Título                          | Localização | Títulos jogados                                                                                       |
| ---- | ------------------------------- | ----------- | --- |
| 2009 | IeSF 2009 Challenge             | Taebaek     | FIFA Online                                                                                           |
| 2010 | IeSF Grand Final                | Daegu       | FIFA Online, WarCraft III: The Frozen Throne                                                          |
| 2011 | IeSF World Championship         | Andong      | StarCraft II, FIFA Online                                                                             |
| 2012 | IeSF World Championship         | Cheonan     | Alliance of Valiant Arms, StarCraft II, Tekken Tag Tournament 2                                       |
| 2013 | IeSF World Championship         | Bucareste   | League of Legends, StarCraft II, Tekken Tag Tournament 2, Alliance of Valiant Arms                    |
| 2014 | Esports World Championship 2014 | Bacu        | Dota 2, Hearthstone, Ultra Street Fighter IV, StarCraft II, Tekken Tag Tournament 2                   |
| 2015 | Esports World Championship 2015 | Seul        | League of Legends, StarCraft II, Hearthstone                                                          |
| 2016 | Esports World Championship 2016 | Jacarta     | Counter-Strike: Global Offensive, League of Legends, Hearthstone                                      |
| 2017 | Esports World Championship 2017 | Busan       | Counter-Strike: Global Offensive, League of Legends, Tekken 7                                         |
| 2018 | Esports World Championship 2018 | Kaohsiung   | Counter-Strike: Global Offensive, League of Legends, Tekken 7                                         |
| 2019 | Esports World Championship 2019 | Seul        | Dota 2, Tekken 7, eFootball Pro Evolution Soccer 2020                                                 |
| 2020 | Esports World Championship 2020 | Eilat       | Dota 2, Tekken 7, eFootball Pro Evolution Soccer 2020                                                 |
| 2021 | Esports World Championship 2021 | Eilat       | Dota 2, Counter-Strike: Global Offensive, Tekken 7, eFootball                                         |
| 2022 | World Esports Championship 2022 | Bali        | Dota 2, Counter-Strike: Global Offensive, Tekken 7, eFootball, PUBG Mobile, Mobile Legends: Bang Bang |
| 2023 | World Esports Championship 2023 | Iași        | Counter-Strike: Global Offensive, Dota 2, Tekken 7, eFootball, PUBG Mobile, Mobile Legends: Bang Bang |